# Eddy Wauters
Eduard Maria Jozef Wauters (ur. 12 lipca 1933 w Borgerhout, zm. 24 stycznia 2025) – belgijski piłkarz grający na pozycji prawego obrońcy. Był reprezentantem Belgii.

## Kariera klubowa
Niemal całą swoją karierę Wauters spędził w klubie Royal Antwerp FC, w barwach którego zadebiutował w sezonie 1951/1952 w pierwszej lidze belgijskiej i grał w nim do 1965 roku. Wraz z Royalem wywalczył trzy wicemistrzostwa Belgii w sezonach 1955/1956, 1957/1958 i 1962/1963 oraz zdobył Puchar Belgii w sezonie 1954/1955. W sezonie 1956/1957 był wypożyczony do amerykańskiego klubu New York Hakoah.
| Sezon   | Klub             | Kraj              | Rozgrywki          | Mecze | Gole |
| ------- | ---------------- | ----------------- | ------------------ | ----- | ---- |
| 1951/52 | Royal Antwerp FC | Belgia            | Division d'Honneur | 2     | 1    |
| 1952/53 | Royal Antwerp FC | Belgia            | Division 1         | 16    | 1    |
| 1953/54 | Royal Antwerp FC | Belgia            | Division 1         | 7     | 0    |
| 1954/55 | Royal Antwerp FC | Belgia            | Division 1         | 25    | 0    |
| 1955/56 | Royal Antwerp FC | Belgia            | Division 1         | 26    | 1    |
| 1956/57 | New York Hakoah  | Stany Zjednoczone | ASL                | ?     | ?    |
| 1957/58 | Royal Antwerp FC | Belgia            | Division 1         | 9     | 2    |
| 1958/59 | Royal Antwerp FC | Belgia            | Division 1         | 25    | 0    |
| 1959/60 | Royal Antwerp FC | Belgia            | Division 1         | 17    | 1    |
| 1960/61 | Royal Antwerp FC | Belgia            | Division 1         | 24    | 0    |
| 1961/62 | Royal Antwerp FC | Belgia            | Division 1         | 29    | 0    |
| 1962/63 | Royal Antwerp FC | Belgia            | Division 1         | 16    | 0    |
| 1963/64 | Royal Antwerp FC | Belgia            | Division 1         | 19    | 1    |
| 1964/65 | Royal Antwerp FC | Belgia            | Division 1         | 18    | 1    |

## Kariera reprezentacyjna
W reprezentacji Belgii Wauters zadebiutował 1 marca 1959 w zremisowanym 2:2 towarzyskim meczu z Francją, rozegranym w Colombes. Od 1959 do 1960 rozegrał w kadrze narodowej 4 mecze.